# HASHIRIYA 狼たちの伝説
『HASHIRIYA 狼たちの伝説』（ハシリヤ おおかみたちのでんせつ）は、日本物産より1997年4月18日に発売されたPlayStation用レースゲーム。『デッドヒートロード』に続くPlayStation用レースゲーム第2弾である。
本作は峠を舞台とした走り屋たちの熱いストーリーがテーマとなっている。

## ゲームモード
ストーリーモード
10人（+α）のキャラクターを操作し、各々の物語で様々なキャラクターとレースを進めていくモード。
他のキャラクターのシナリオと重なるが、一部バトルの結果はキャラクター各々の並行世界に近い内容となっている。
どのシナリオからでも始められる。また、バトル中のリトライは何度でも可能。
フリーランモード
自分でコース、そしてその時間帯や周回数、ライバルの台数などを決めてバトルを行うモード。
タイムアタックモード
1台のみでコースを走り、タイムアタックを行うモード。
トレーニングモード
各コースの難所をクリアし、テクニックを磨くモード。

## 登場人物

### 主要人物
早見奈々（はやみ なな）
- 18歳、A型、獅子座
- ストーリータイトル「Little Wolves」

搭乗車種…Mimi（赤）
「Mimi同好会」に所属している女性ドライバー。彼女の提案で月に一回石舞サーキットで走行会を開いている。
自身のストーリーでまさおとのタイマンレースに勝利後、彼の提案で同好会呼び込みのパンフレット作成、その半年後にモデルとしてデビューするようになる。まさおのストーリーで敗北後は彼と共に御堂峠へドライブに行くも内心は峠を攻め込むまさおを心配している。
またメニュー画面の案内役を務め、様々なレースクイーンの衣装を着ている。
坂本まさお（さかもと まさお）
- 20歳、AB型、射手座
- ストーリータイトル「あの子に夢中」

搭乗車種…STL（白）
御堂峠の走り屋に憧れている青年。友人の山崎と共に石舞サーキットの走行会で腕を磨いているが、早見奈々に熱を上げ、付き会いたいがため彼女にタイマンレースを申し込む。奈々のストーリーで敗北すると彼女に同好会の呼び込みを提案し、半年後にはモデルとなった彼女のマネージャーとなる。自身のストーリーで勝利すると彼女と御堂峠でドライブへ行き、良いところを見せようと走り込む。その後奈々からの伝言で八坂山でヒロと会い、彼女に危険な目を見せたくないと彼の言葉を受け入れ、峠の走り屋を辞めることを決意。その後は同好会の呼び込みに協力にあたっている。
山崎直樹（やまざき なおき）
- 20歳、A型、牡牛座
- ストーリータイトル「御堂峠の走り屋たち」

搭乗車種…L86（白/黒ツートン）
御堂峠の走り屋に憧れている青年。友人の坂本と共に石舞サーキットの走行会で腕を磨いている。愛車のL86に足回りを硬めに施している。
行きつけのチューニングショップでエンジンをチューニング後、憧れの一人である早見りょうと出会い、妙神峠でレースを行い、後に本間とのバトルで彼から実力を見込まれ「ナイトバーズ」に入るものの呼び名が「パンダ山崎」であることに恥ずかしくなりチームを辞めてしまう。
水谷真一（みずたに しんいち）
- 22歳、O型、魚座
- ストーリータイトル「Promise」

搭乗車種…Keiz（黄緑/茶ツートン）
走り屋の一人。スケベなところがあるが友情に厚い性格。友人の林から妙神峠で見た奇妙な出来事を確かめるため妙神峠へ向かい、走り込みの最中に川村と出会い、同じ車に乗っていることで親しくなる。後に林の話が作り話だと知りいざこざで音羽山でバトルを行う。
金曜日の夕方に妙神峠で川村と会う約束をし、レースをして別れるも、帰りの道中で交通事故を目撃し、事故に巻き込まれ川に転落した車が川村と同じ車だったことで警察官から事情を聞き、乗っていた人物の名前にショックを受け泣き崩れてしまう。
相川鈴（あいかわ りん）
- 21歳、O型、水瓶座
- ストーリータイトル「Dreams come true」

搭乗車種…Z（黒）
かつて「蒼き狼」からのタイムアタックを受け、その後消息不明となった兄である「相川龍一」の妹。その「蒼き狼」こと冴木本人に逢うため、色んな走り屋を訪ねてはバトルを繰り返している。
林秀樹（はやし ひでき）
- 21歳、AB型、山羊座
- ストーリータイトル「走り屋狩り」

搭乗車種…EVII（黒）
走り屋の一人で水谷の友人。バトルを申込み、負けた相手の車を破壊する「走り屋狩り」を繰り返す「兄」を探している。
実は彼が言う「兄」は、自身が走り屋をやっていることに親や社会に迷惑をかけたくないという葛藤を繰り返す内に生成した二重人格で、その人格が走り屋を反社会的な行為と思い込み、存在を否定するために「走り屋狩り」を行っていた。本間とのバトル後、自分の車を壊しているところを水谷に発見され、病院へ入院されるが・・・。
本間徹（ほんま とおる）
- 25歳、A型、乙女座
- ストーリータイトル「Team Night Birds」

搭乗車種…FD-7（赤）
妙神峠で「赤い流星」の異名を持つ走り屋。元々一人で走っていたが、松岡、竹下、梅宮を誘い、チーム「ナイトバーズ」を結成。
御堂峠の走り屋である早見りょう、冴木、山崎とバトルを経て、終盤で松岡の車を傷つけた林にバトルを挑むが・・・。
普段は音羽温泉の旅館のバイトをしている。
伊達英雄（だて ひでお）
- 36歳、B型、牡羊座
- ストーリータイトル「狙われた高級車」

搭乗車種…Alesta（銀）
ある目的で関西からやって来た男性。方向オンチで旅館へ行く道中に八坂峠に迷い込み、行く先々で走り屋からバトルを引き受けている。
彼の職業は刑事で、最近発生した外車盗難事件の捜査を行っており、旧友でもある遠藤一郎が事件に関わっていると思い、彼に自首を促した。
遠藤二郎（えんどう じろう）
- 27歳、O型、蟹座
- ストーリータイトル「レースの果てに…」

搭乗車種…D246（黄）
イタ車の走り屋。兄の一郎が営む外車販売店の手伝いをしているが、最近は彼女の若葉とのデートで仕事を放りっぱなしにしている。
デート中、たまたま出会った常連客からイタ車専門のワンメイクレースの話を聞き、店の宣伝のため、兄の許しを経て出場する。
優勝後、兄が資金を得るため外車を盗んで売り飛ばしていたことを手紙で知ってショックを受けるも、兄のため店を守ることを決める。
早見りょう（はやみ りょう）
- 24歳、O型、山羊座
- ストーリータイトル「愛しき 走り屋」

搭乗車種…S.P.R（白）
奈々の兄で御堂峠では有名な走り屋。冴木とは友人にしてライバルでもある。
冴木ケイスケ（さえき ケイスケ）
- 不明
- ストーリータイトル「蒼き狼伝説」

搭乗車種…R（青）
「青き狼」の異名を持つ御堂峠最速の走り屋。取扱説明書の表ジャケットを飾っているのも彼である。
あるシナリオをクリアすることで選択可能になる。

### その他
ヒロ
搭乗車種…Mimi（緑）
「Mimi同好会」のメンバー。紫色のキャップ帽を後ろに被っている。少し気が短い性格。
同好会に属している奈々に片想いしていたが、告白する勇気を持てずにいた。まさお編のストーリーでは正直に告白したまさおに感心し、彼に奈々を不安にさせたくたいために峠の走り屋を辞めることを頼み込み、互いにそれぞれの心情を打ち解けたことで仲良くなる。
はるみ、ツヨシ、純一
搭乗車種…Mimi
「Mimi同好会」のメンバー。
山崎美紀（やまざき みき）
搭乗車種…NX（黄）
直樹の姉。派手な格好をしている。走り屋であるが最近では複数の彼氏と遊んでいるため走りには来ていない。
川村貴司（かわむら たかし）
搭乗車種…Keiz（紺）
妙神峠の走り屋。謙遜な性格。直樹編のストーリーでは妙神峠でバトルしていた直樹にバトルを申し込む。水谷編のストーリーではタイムアタックをしている時に水谷と出会い、彼から走りを学ぶため金曜日に会う約束をするが、その道中でスピードを出しすぎたトラックに衝突され車ごと川に転落、帰らぬ人となってしまう。
松岡、竹下、梅宮
搭乗車種…R（白/松岡）、L86（黄緑/竹下）、STL（黒赤ツートン/梅宮）
チーム「ナイトバーズ」のメンバー。元々松岡は一人、竹下と梅宮は二人でつるんで走っていたが、本間の誘いでチームの一員となる。三人の苗字の頭文字が「松竹梅」となるため周りにネタにされているが後々に呼び名にすることを決めた。
遠藤一郎（えんどう いちろう）
搭乗車種…FE50（赤）
二郎の兄。外車専門店「ユーロ・エンドー」を経営しているが、最近経営難で苦しんでいる。イタ車専門のワンメイクレースの参加費を出す余裕が無いため弟に黙っていたが、彼とのバトルで実力を認め、有り余りの財産を手渡す。
実は店の経営をどうにか埋め合わせるため、外車盗難事件を起こしていたことが旧友の伊達の口から明らかとなり、弟のレース後に自首を決意する。1年後には保釈された模様。
ウニモグ
遠藤兄弟が飼っている犬。
立花若葉（たちばな わかば）
二郎の彼女。
カメラマン（○○(搭乗車種名)の男）
奈々編では撮影カメラマンとして登場した男性。各ストーリーの大半に登場し、様々な車に乗り換えている。車好きであるが機械オンチでチューニングはしていない。外車専門店「ユーロ・エンドー」の常連客でもある。
片桐
搭乗車種…R-2000（銀）
チューニングショップ「トライアル」のチューナー。様々な走り屋の車をチューンしているため顔が広い。
かつて伝説の走り屋「天狼」とも戦った事がある。
牧原道夫（まきはら みちお）
チューニングショップ「トライアル」の社長。実在の本人役として登場する。
クラーマー
搭乗車種…MiMi（白）、McGT-1（黒/赤）
ドイツ出身の走り屋。片桐とは友人であり、「ある走り屋」に関する重要なカギを握る人物。
一部のストーリーでは「外人」と表記されている。

## 登場車種
このゲームに収録されている車は実在するものをモデルにしており、車両の正式名称やメーカー名は表記されていない。
一部の車は特定のストーリーを完了することで使用可能となる隠し車両である。
- Mimi

エンジン:L4 OHV TWIN CAB
駆動方式:FF
排気量:1300cc
トルク:10.9kg・m/3000rpm
パワー:76PS/6000rpm
車両重量:680kg
トランスミッション:3速AT/4速MT
- STL

エンジン:L4 DOHC TURBO
駆動方式:FF
排気量:1300cc
トルク:16.0kg・m/4800rpm
パワー:135PS/6400rpm
車両重量:960kg
トランスミッション:4速AT/5速MT
- L86

エンジン:L4 DOHC NA
駆動方式:FR
排気量:1600cc
トルク:15.2kg・m/5200rpm
パワー:130PS/6600rpm
車両重量:950kg
トランスミッション:4速AT/5速MT
- Keiz

エンジン:L4 DOHC TURBO
駆動方式:FR
排気量:1800cc
トルク:23.0kg・m/4000rpm
パワー:175PS/6400rpm
車両重量:1450kg
トランスミッション:4速AT/5速MT
- Z

エンジン:V6 DOHC TWIN TURBO
駆動方式:FR
排気量:3000cc
トルク:39.6kg・m/3600rpm
パワー:280PS/6400rpm
車両重量:1550kg
トランスミッション:4速AT/5速AT
- EVII

エンジン:L4 DOHC NA
駆動方式:FR
排気量:2500cc
トルク:25.0kg・m/5000rpm
パワー:195PS/6750rpm
車両重量:1240kg
トランスミッション:3速AT/4速MT
- FD-7

エンジン:2 ROTARY TWIN TURBO
駆動方式:FR
排気量:654cc×2
トルク:30.0kg・m/5000rpm
パワー:255PS/6500rpm
車両重量:1290kg
トランスミッション:4速AT/5速AT
- Alesta

エンジン:V8 DOHC TWIN TURBO
駆動方式:FR
排気量:3000cc
トルク:44.0kg・m/3600rpm
パワー:280PS/5600rpm
車両重量:1690kg
トランスミッション:4速AT/5速MT
- D246

エンジン:V6 DOHC
駆動方式:MR
排気量:2400cc
トルク:23.0kg・m/4800rpm
パワー:190PS/7600rpm
車両重量:1080kg
トランスミッション:3速AT/4速MT
- S.P.R

エンジン:L6 DOHC TWIN TURBO
駆動方式:FR
排気量:3000cc
トルク:44.0kg・m/3600rpm
パワー:280PS/5600rpm
車両重量:1760kg
トランスミッション:5速AT/6速MT

### 隠し車両
- R

エンジン:L6 DOHC TWIN TURBO
駆動方式:FR
排気量:3000cc
トルク:38.0kg・m/4400rpm
パワー:280PS/6800rpm
車両重量:1750kg
トランスミッション:4速AT/5速MT
- NX

エンジン:V6 DOHC NA
駆動方式:MR
排気量:3000cc
トルク:30.0kg・m/5400rpm
パワー:280PS/7300rpm
車両重量:1350kg
トランスミッション:4速AT/5速MT
- FE50

エンジン:V12 DOHC 5 VALVE NA
駆動方式:MR
排気量:4700cc
トルク:48.1kg・m/6500rpm
パワー:520PS/8500rpm
車両重量:1230kg
トランスミッション:5速AT/6速MT
- R-2000

エンジン:L6 DOHC NA
駆動方式:FR
排気量:2000cc
トルク:18.0kg・m/5600rpm
パワー:160PS/7000rpm
車両重量:1100kg
トランスミッション:4速AT/5速MT
- McGT-1

エンジン:V12 DOHC NA
駆動方式:MR
排気量:6100cc
トルク:66.25kg・m/7000rpm
パワー:627PS/7300rpm
車両重量:1020kg
トランスミッション:5速AT/6速MT

## 登場コース
コースは隠しも含め6つ。どのコースもストーリーモードで走ることとなる。
八坂山（やさかやま）
全長 3.305km
周回コース。
御堂峠（みどうとうげ）
全長 4.326km
周回コース。
音羽山（おとわやま）
全長 6.152km
一本道コース。
石舞サーキット（いしぶサーキット）
全長 3.521km
周回コース。唯一のサーキット。
妙神峠（みょうじんとうげ）
全長 8.196km
周回コース。
八坂山 改
全長 不明
八坂山の後半のルートが異なり、一本道となっている。
あるシナリオをクリアするとストーリーモード以外でも走行可能。

## 備考
- 所謂「オプション」にあたる項目は無い。キーコンフィグの設定はストーリーモードなら「STORY SELECT」内、それ以外のモードでは「MAIN MENU」内から選ぶ。
- 全てのシナリオをクリアするとエンディングが見られる。なお、再び見る場合には、どのシナリオでも良いので「つづきから」を選ぶ。
- ストーリーモード以外では、ローディング画面にて3択のクイズが出題される。正解以外の項目は大抵ふざけた内容である。なお、正解したり間違ったりしても、特に何も起こらない。
- タイムアタックのベストラップは5位まで記録されるが、デフォルトで登録されているドライバーの名前は、いずれもストーリーモードで登場する人物である。なお、御堂峠以外はなぜかイニシャルのみの表記となっている。
- 説明書では触れられていないが、スリップストリームが可能。いずれの車も、3km程度上がる。
- いずれの車も、ギアボックスはMTのほうが段数が多く、最高速が高い。
- ストーリーモード以外で遊ぶ時、ストーリーモードでどれかシナリオをクリアしていると、その選んだシナリオで主人公が使っていた車がチューンナップされた状態になる（スペック表の右隣に「改」マークが付く）。こうなると初期状態には戻せないが、特にデメリットなどは無い。なお、隠し車種は最初からチューンナップされた状態である。